# Refe (Einheit)
Die Refe, auch Rähf, war ein Längenmaß und entsprach der Elle. Das Maß galt auf Madagaskar und wurde jährlich nach der Reisernte neu festgesetzt. Die Elle schwankte zwischen 1 und 2 Meter. Das Maß fand Anwendung beim Vermessen der dort gehandelten blauen und weißen Leinen.
- Beispiel 1 Refe = 270 Pariser Linien = 3/5 Meter oder 1 Fuß 11 Zoll 3 Linien[2]

In Mahajanga war die Länge kleiner als die alte Aune und hatte
- Beispiel 1 Refe = 526 5/6 Pariser Linien oder 1,188 Meter.
- Beispiel Doppelte Länge hatte die Refe im Norden.[3]